# Cystogonopus planus
Cystogonopus planus är en mångfotingart som beskrevs av Demange 1961. Cystogonopus planus ingår i släktet Cystogonopus och familjen Harpagophoridae. Inga underarter finns listade i Catalogue of Life.